# Heo Sol-ji
Dans ce nom coréen, le nom de famille, Heo, précède le nom personnel.
Pour les articles homonymes, voir Heo.
Heo Sol-ji (coréen : 허솔지, née le 10 janvier 1989), mieux connue sous le nom de Solji (coréen : 솔지), maintenant Soul G, est une chanteuse, danseuse sud-coréenne et la leader du girl group EXID. Elle débute en 2006 dans un duo chantant des ballades, 2NB. Elle travaillait comme entraîneuse vocal avant d'être une membre d'EXID.

## Filmographie

### Shows TV
| Année | Titre               | Chaine | Notes                         |
| ----- | ------------------- | ------ | ----------------------------- |
| 2015  | King of Mask Singer | MBC    | Épisode décernant le champion |
| 2015  | Top Gear Korea      | XTM    |                               |

### Sources
- (en) Cet article est partiellement ou en totalité issu de l’article de Wikipédia en anglais intitulé « Heo Solji » (voir la liste des auteurs).